# شوردرق عليا
شوردرق عليا (بالإنجليزية: Shur Daraq-e Olya)‏ هي منطقة سكنية تقع في قسم انغوت الشرقي الريفي في إيران. يقدر عدد سكانها بـ 84 نسمة .